# 中国红十字会社会监督委员会
中国红十字会社会监督委员会是中国红十字会的公关机构，设在北京市。

## 简介
2012年12月7日，中国红十字会社会监督委员会成立大会暨第一次会议在北京召开。大会讨论了《中国红十字会社会监督委员会章程》，并听取了中国红十字会“关于2012年财务收支、组织能力评估、冠名红十字（会）医疗机构整顿、信息化建设、核心项目执行、志愿服务工作等专题工作报告”。
中国红十字会社会监督委员会成立后，2013年4月，中国红十字会社会监督委员会的三名委员王永、刘姝威、黄伟民个人提议重新调查郭美美事件，但尚未获得中国红十字会社会监督委员会通过。

## 组成人员
2013年成立的第一届中国红十字会社会监督委员会的组成人员如下：
- 主任委员：迟福林（中国（海南）改革发展研究院院长）
- 副主任委员：俞可平（北京大学中国政府创新研究中心主任、中央编译局副局长）
- 委员：王永 邓国胜 王振耀 白岩松 吕红兵 刘姝威 陆正飞 张勇 杨团 金锦萍 郑静晨 袁岳 黄伟民 翟晓梅
- 秘书长：黄伟民（国浩律师（北京）事务所合伙人）